# A.J. McLean
Alexander James McLean (mer känd som AJ McLean), född 9 januari 1978 i West Palm Beach, Florida, är en amerikansk musiker och en av de fem medlemmarna i pojkbandet Backstreet Boys. 

## Diskografi

### Studioalbum

#### Soloalbum
- Have It All (2010)

#### Backstreet Boys
- Backstreet Boys (1996)
- Backstreet Boys (1997)
- Backstreet's Back (1997)
- Millennium (1999)
- Black & Blue (2000)
- Never Gone (2005)
- Unbreakable (2007)
- This is us (2009)
- In a world like this (2013)
- DNA (2019)